# Motí de Squillace

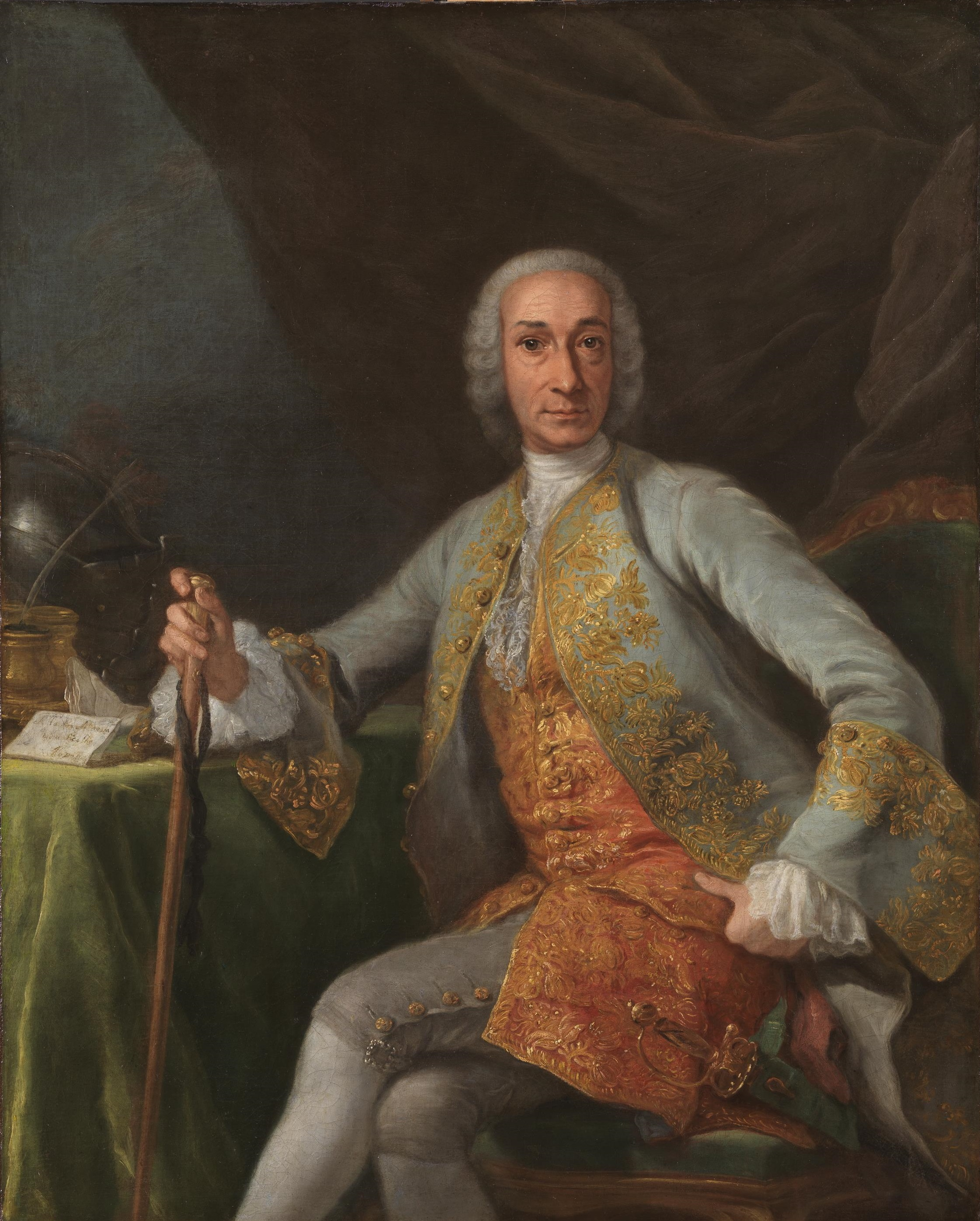
Leopoldo de Gregorio, marqués de Squillace, per Giuseppe Bonito, oli sobre llenç, 128 x 102,5 cm, Madrid, Museu del Prado.

El motí de Squillace es va organitzar a Madrid el març de 1766 i va estar motivat per un decret de Squillace, ministre de Carles III, que prohibia lluir capa llarga i barret d'ala ampla, adduint que aquesta indumentària afavoria que es cometessin delictes perquè era impossible d'identificar el delinqüent. Així, es pretenia imposar la capa curta i el barret de tres puntes, segons la moda italiana.
El motí d'Esquilache va ser una revolta popular a Madrid el 1766 causada per les reformes del comte d'Esquilache, ministre de Carles III. Va durar tres dies i es va caracteritzar per disturbis i violència als carrers. La vestimenta prohibida per l'ordenança que va desencadenar el motí era el capell de tres punts i la capa llarga, peces de vestimenta tradicional espanyola.
Els agutzils traïren el cartell, cobraren multes als que veien amb capa llarga i barret rodó i prengueren als que es resistien. Això va donar lloc a topades desagradables, en què es creuaren les espases. Amb aquestes, i amb observar-ne que els homes del poble donaren per passejar pels carrers i passar per davant dels quarters en quadrilles i amb gest provocatiu, s'encomanà al mariscal de camp Francisco Rubio el càrrec de fer complir el bàndol auxiliat per la seva tropa, el qual donà ocasió a nous enfrontaments i a noves burles del poble, que, resolt a revoltar-se, feu unes com ordenances per a la direcció del motí. Aquest document es titulava:
| « | <Constituciones y ordenanzas que se establecen para un nuevo cuerpo que en defensa de la patria ha erigido el amor español,> etc... | » |

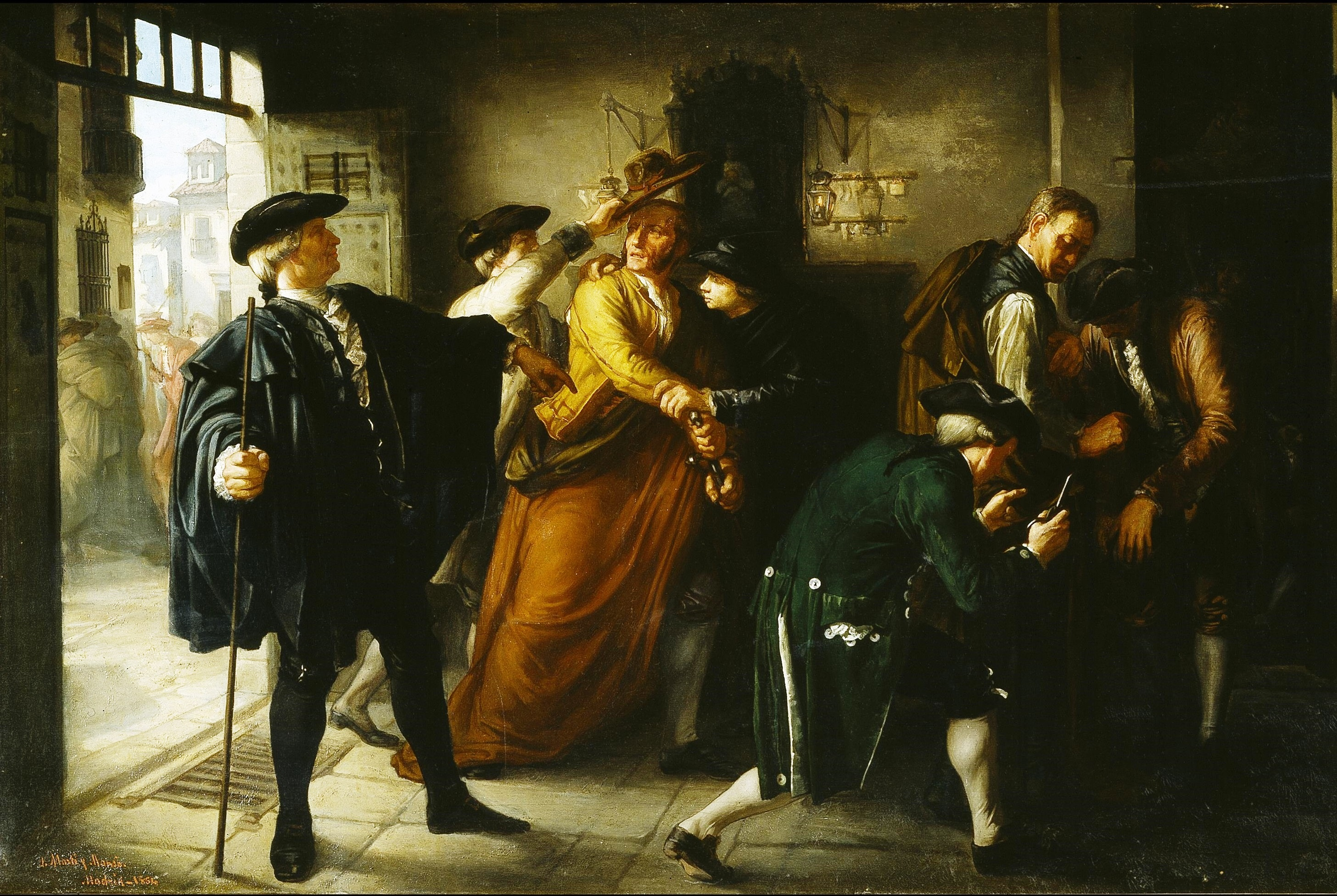
Un episodio del motín de Esquilache, una pintura d'història de José Martí y Monsó, que assolí menció honorífica a l'Exposició Nacional de 1864.

. Constava de 15 articles, en què es deia que no s'admetria en el cos a ningú que no fos espanyol honrat i generós, fidel i obedient, i concloïa: <Lo que hemos de pedir se establezca que sea la cabeza del marqués de Esquilache, y si hubiese cooperado, la del de Grimaldi>. (Grimaldi era un altre ministre de Carles III, d'origen italià com Squillace.) El dia 22 de març, el rei tornà el rei d'El Prado, on havia fet una excursió cinegètica, i l'endemà, que era Diumenge de Rams, al voltant de les cinc de la tarda, s'observà que per davant del quarter d'invàlids de la placeta de San Martín passejaven dos homes emborrossats, un d'ells amb barret blanc, com presumint de no donar-se'ls res, ni pel bàndol, ni per la tropa. A aquest últim s'acostà un soldat, que tractà de detenir-lo; el paisà va intervenir la capa i va tirar de l'espasa. Hi acudí la guàrdia; els emborrossats feren un xiulet i, a aquest senyal, es veié desembocar-ne altres dels carrers veïns; l'oficial manà retirar la tropa, cosa que va deixar el camp lliure per als revoltats, els quals, posats en filera, sortiren pel carrer d'Atocha fent despuntar el barret a tothom que trobaven i obligant-los que els seguissin i cridessin: 
| « | <Visca el Rei!. Visca Espanya!. Mori Squillace!.> | » |

En arribar els grups a la plaça Mayor, se'ls incorporà una altra porció de gent que venia, amb la mateixa actitud, pel carrer de Toledo, de la plaça de La Cebada i, units, marxaren vers la plaça del palau per a veure el rei.
Del palau sortí el duc d'Arcos, capità de guàrdies de Corps, a dir-los en nom del rei que es tranquil·litzessin i retiressin, que tot se'ls concediria. La gentada es retirà i un grup d'un miler de sediciosos es dirigí a casa del marquès de Squillace. Forçada la porta, amb la mort d'un mosso de mules que amb altres servents intentà resistir, penetraren dins la casa, atropellant-t'ho tot. Com que no hi van trobar el ministre, que havia passat el dia en el reial lloc de San Fernando, intentaren incendiar la casa, però per fi s'acontentaren de trencar els vidres i emportar-se els comestibles que trobaren. De seguida se n'anaren vers la casa de Grimaldi, que era el ministre d'Estat, on procediren de la mateixa manera. Durant gran part de la nit van escampar-se els aldarulls, que van concloura amb la crema, a la plaça Mayor, d'un retrat del marquès de Squillace. Els guàrdies de Corps no feren res, ni les guàrdies espanyoles i valones, úniques tropes que hi havia llavors a Madrid.

## El segon dia
L'endemà es renovaren els desordres, que van prendre un caràcter més imponent i sagnant, ja que els valons que prestaven guàrdia al palau feren foc contra el poble quan aquest va volar penetrar per l'Arc de l'Armeria. A la plaça Major la tropa també disparà contra els amotinats. Una paorosa consternació regnava en la població. Al palau se celebrava, amb presència del rei, un Consell per acordar el que convindria fer en tant crítiques circumstàncies. El duc d'Arcos, el comte de Gazzoli, italià i comandant general d'artilleria, i el comte de Priego, coronel de guàrdies valones, opinaren que s'havia de fer ús de la força i del rigor contra els esvalotats. De sentit contrari eren el marquès de Sarrià, el comte d'Oñate i el de Revillagigedo, president del Consell de Guerra. Aquests tres últims aconsellaren al rei que donés satisfacció al poble, per estimar fundades les seves queixes i justes les seves reclamacions contra els abusos del marquès de Squillace i la seva antipopular i ofensiva providència de les capes i els barrets. El rei optà pel dictamen d'aquests tres últims i manà que deixessin entrar en la placeta els que ho volguessin. Hi entrà tanta gent, que allà no cabien drets. Llavors els ducs d'Arcos i Medinaceli, escortats per guàrdies de Corps, sortiren a calmar el poble oferint en nom del sobirà que els seria concedit tot el que demanaven; més com que indicaren que era necessari un cert termini per aquesta concessió, la veu dels emissaris es veié afogada per la multitud que exigia que fos en l'acte. Veient la ineficàcia d'aquest mètode, s'anà a buscar-ne a un altre més enginyós. Hi havia en el convent de Sant Gil un popular missioner que acostumava a predicar en les places, anomenat pare Cuenca. Aquest religiós es presenta als amotinats amb una corona d'espines al cap, una soga al coll i un crucifix a la mà, i començà a exhortar-los. Mes, veient el gir que donava al seu discurs:
| « | <Dejese de predicarnos, padre, li digueren, que cristianos somos, por la gracia de Dios, y lo que pedimos es cosa justa>. | » |

Llavors, variant de to, els indica que ell mateix passaria a parlar amb el rei una vegada diguessin el que sol·licitaven. Un, que semblava clergue, s'oferí a redactar la petició, que constava dels següents extrems: 

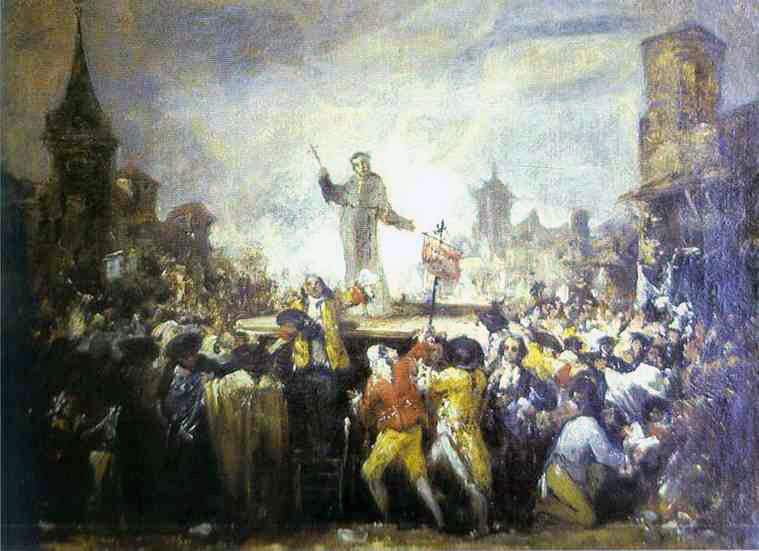
Motí de Squillace, el jesuïta pare Cuenca pregonant, atribuït a Francisco de Goya (ca. 1766, 1767, col·lecció privada, París).

| « | 1r. Que es desterri dels dominis d'Espanya al marquès de Squillace i la seva família; 2n. Que no hi hagi sinó que ministres espanyols en el Govern; 3r. Que s'extingeixi la guàrdia valona, 4t. Que s'abaixin els preus dels comestibles; 5è. Que se suprimeixi la Junta d'Abastos; 6è, Que es retiren les tropes als seus respectius quarters; 7è. Que es conservi l'ús de la capa llarga; 8è i últim, que sa majestat es digni sortir a la vista de tots per escoltar de la seva boca la paraula de complir i satisfer les peticions.>> | » |

Partí el pare Cuenca a Palau, i allà es va resoldre accedir a la demanda dels amotinats; el rei va sortir al balcó, i en una altra aparegué el pare Cuenca amb els capítols que el poble li havia entregat. El religiós els llegí un per un, i segons els llegia el rei anava accedint al que en aquests se sol·licitava. Els amotinats llençaren els barrets a l'aire i clamaren esvalotats; <Visca el Rei!> Una hora més tard, el poble estava assossegat i tranquil. Arribada la nit s'ajuntaren diverses quadrilles d'homes i dones, que amb torxes de vent i les palmes del Diumenge de Rams foren en professo fins a Palau donant felicitacions i vives al monarca. Recorregueren diversos carrers fins a mitjanit i després es retiraren.

## Fugida vers Aranjuez

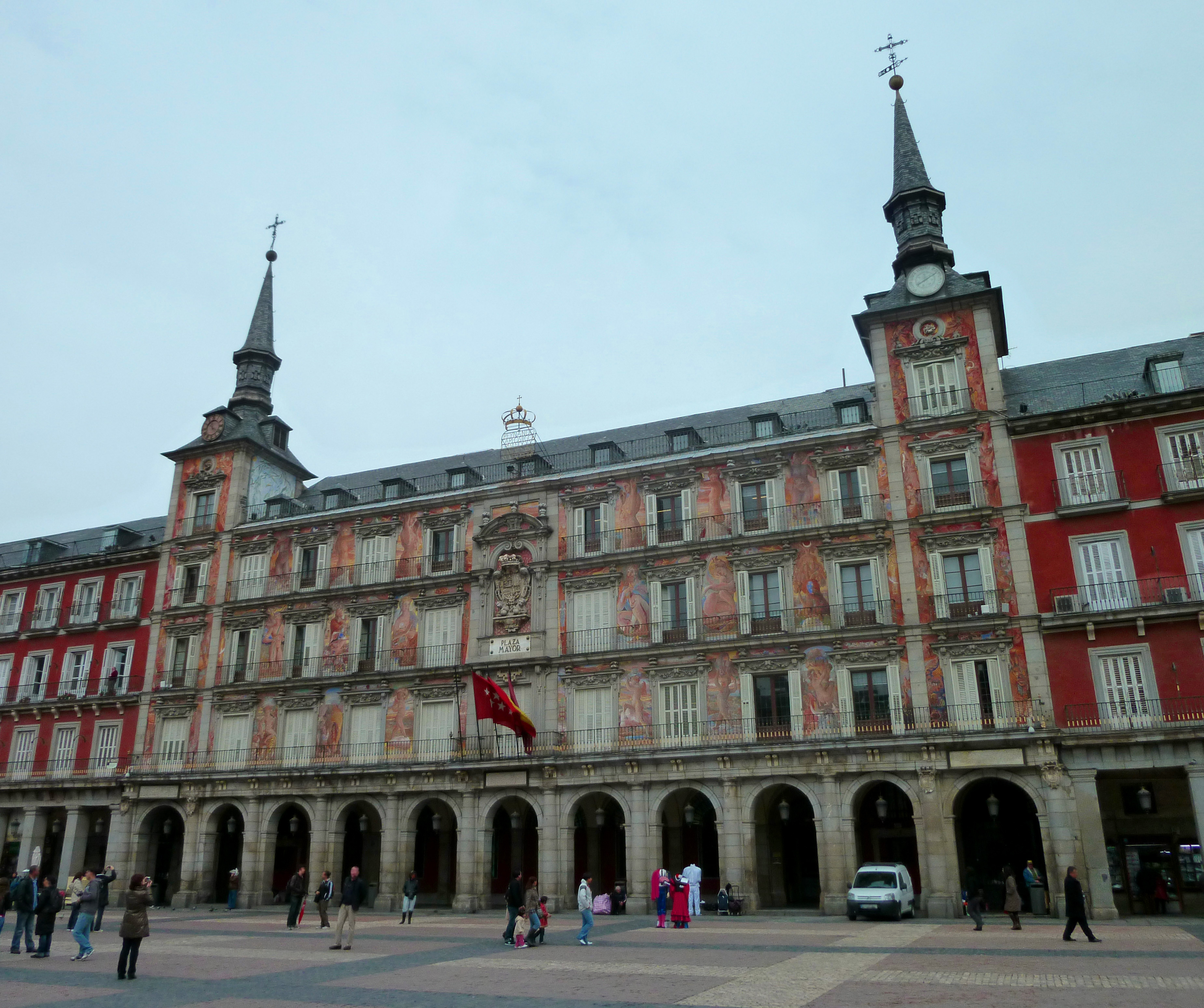
Casa de la Panadería de la Plaça Major de Madrid, on també residia el Repeso Mayor.

La família reial, els ducs de Medinaceli, d'Arcos i de Losada i el marquès de Squillace sortiren a la una de la matinada vers Aranjuez. Ni el poble en la seva sorpresa i en el seu disgust va poder deixar aquesta fugida la interpretació més sinistra i hostil, ni els instigadors del motí perderen l'ocasió de persuadir-lo que aquella absència del monarca envoltava el propòsit de fer caure la venjança reial de la manera més dura sobre els revoltats. No es necessitava res més perquè l'alegria de la vesprada es tornés en furiosa indignació. La població prengué un aspecte tràgic. El primer impuls del poble fou marxar vers Aranjuez i portar el rei a la capital i demanar-li satisfacció del desaire; més, estant ja fora, els directors de les turbes acordaren acordonar la cort i impedir tota comunicació amb el Reial Lloc, i així ho feren, obligant a retrocedir als mateixos secretaris del Despatx i a persones de la servitud, no sense apoderar-se de passada d'un magatzem de pólvora que hi havia en l'immediat poble de Carabanchel.
Després d'això els amotinats s'encaminaren a la cas del bisbe Diego de Rojas, governador del Consell, al que intimidaren perquè portés la seva demanda al rei. El prelat obeí, prengué el seu cotxe i sortí acompanyat de la multitud. No feu gaire camí doncs en arribar al pont de Toledo als directors del motí se'ls va ocórrer la idea que el bisbe podria quedar-se allí i no tornar; i així els semblà millor que retornés a casa seva; que estengués i signés un memorial a nom del poble, en què es recapitulessin totes les seves queixes i greuges; que la poses en mans del rei i tornés amb la resposta; i per a major seguretat aniria acompanyant-lo algú que pogués donar testimoni de com executava la seva comissió.
A tot es plegà el prelat. Es feu el memorial i signa el bisbe, si és que no es pugui sospitar que no estigués fet abans, a jutjar per la seva extensió i pels seus conceptes, que ni un ni altre podia ser obra de breus i agitats instants. A portar la representació a Aranjuez i presentar-se-la al monarca i tornar amb la resposta s'hi brinda un home del poble, anomenat Diego Abendaño, natural d'El Toboso. Amb gust fou acceptat pels amotinats l'humil representant dels seus vots i interessos, i en virtut d'això partí en una posta vers Aranjuez, restant tothom pendent del resultat de la seva missió. Tot el temps transcorregut des de la sortida fins a la tornada d'Abendaño, dominaren el desordre i l'enrenou; els grups recorrien els carrers cridant <Visca Espanya!> i <Mori Squillace!> o recullin armes i municions dels quarters, mantenint-se en completa inacció la tropa, que potser portà a l'extrem l'orde que tenia de no fer armes contra el poble.

## Dos fets singulars

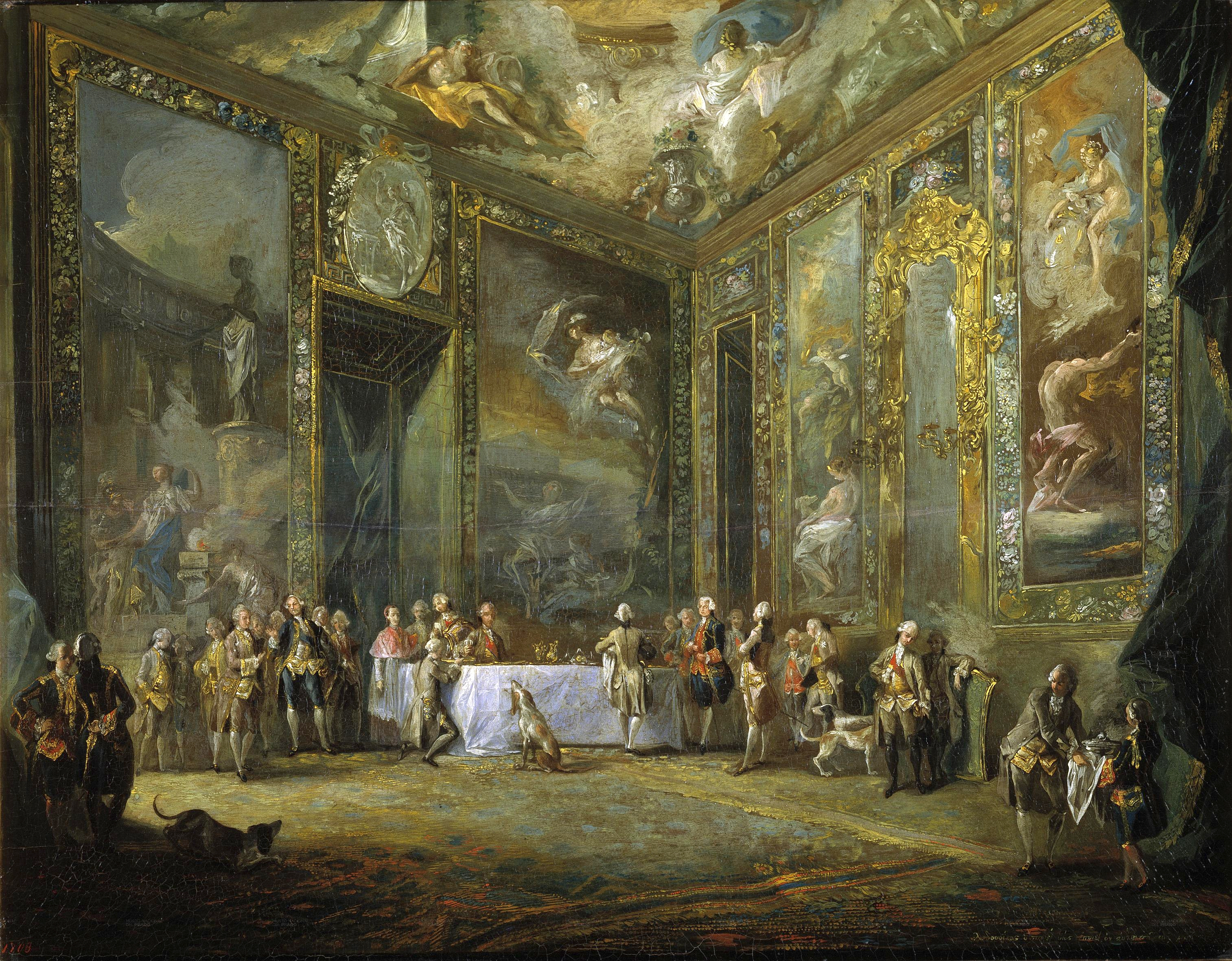
Carles III menjant davant la seva cort, per Luis Paret, 1775.

Aquell dia es notaren dos fets singulars; el primer, que els esvalotats, amos de la població i sent quasi tots gent grollera i molts necessitats i pobres, ni robaven ni maltractaven a ningú; el segon, que si bé els que menjaven i bevien en les tavernes no pagaven res, no tardaven a presentar-se altres persones a preguntar l'import del consumit, el qual abonaven llargament. Això unit a la circumstància d'haver-ne observat que alguns dels que anaven en humil vestit solia veure'ls-hi la delicada camisa al desemborrosar-se, i que d'altres que anaven vestits de carboners descobria la fina mitja de seda per la sabata i el botí, feu sospitar, amb molt de fonament, que entre la gent rústica i menestral s'hi mesclaven, dirigint el moviment, persones d'altra educació i altra classe.

## El missatger d'Aranjuez
El missatger havia desenvolupat amb bon èxit la seva missió. Al matí del dia 26 el veié entrar per Madrid la multitud que ansiosa l'esperava; ell continua amb fatxendosa seriositat el seu camí pel bell mig de la turba fins a la casa del bisbe Rojas, el qual s'apressà a convocar el Consell, i acompanya d'ell i del portador del missatge, s'encaminà a la plaça Major i casa de la Panaderia. Col·locats tots en el gran balcó d'aquest edifici, curullada la plaça de gent, davant un escriba de cambra Abendaño entregà el plec encara tancat al president del Consell i aquest l'obrí, i el llegí al poble amb veu alta; i es va veure que el rei deia; que el mateix des d'aquell Reial Lloc que des de qualsevulla altra part compliria i faria executar quan havia ofert al poble de Madrid. Però que, en deguda correspondència, esperava que es calmés, en el concepte que en l'interí no donés proves permanents de tranquil·litat, no concediria aquesta gràcia.
A primeres hores de la tarda estava tot tan tranquil com en els dies de major calma. L'endemà (27), que era Dijous Sant, el marquès de Squillace, amb tota la seva família, sortí vers Cartagena, amb escorta per la seva seguretat, i d'allà partí cap a Nàpols el 13 d'abril, per establir-se després a Sicília. En el ministeri d'Hisenda el succeí Miguel de Muzquiz, i en el de la Guerra, el tinent general Gregorio de Muniain.

## Qui fou l'instigador o instigadors del motí?
Ni els contemporanis ni els historiadors moderns han pogut posar en clar quins foren els instigadors d'aquest motí, que restà a punt de repetir-se poques setmanes més tard a conseqüència de les excitacions que per mans ocultes se li feien al poble. Es digué que hi havia projectes d'atemptar a la vida del monarca, i per expressions i amenaces d'aquesta espècie que vessà una cavaller murcià anomenat Juan Antonio Salazar, se li feu expiar la seva imprudència, o la seva follia, en un patíbul, i se li tallà la llengua en la plaça Major. 

Retrat del marquès de l'Ensenada, per Jacopo Amigoni, c. 1750, Museu del Prado.

| « | <També es va saber, escriu l'historiador Lafuente, que l'abat Gandara, molt volgut del rei, al que acompanyava molt i tractava amb familiaritat, suggerit, deien, pels pares de la Companyia de Jesús, seguia una correspondència sospitosa en aquell mateix sentit, de resultes del qual se l'empresonà i se'l portà al castell de Pamplona. Se sospita que diversos altres foren castigats secretament en les presons, doncs s'anava trobant a faltar alguns dels que més s'havien distingit en el motí, sense que es pogués treure l'entrellat d'on paraven.> | » |

Corria la brama que una gran part dels diners amb què es sufragaren les despeses dels sediciosos procedien de mà i de persona gens vulgar, i la sospita pública d'aquest fet requeia sobre el marquès de la Ensenada, ministre, diu un contemporani, <amb qui la roda de la fortuna feu tota sort d'habilitats>. Encara que cobert aquest assumpte amb cert misteri, que el temps no ha arribat a aclarir, la brama va adquirir més validesa quan es va saber que havia arribat una ordre del rei (18 d'abril de 1766) desterrant al marquès de la Ensenada a Medina del Campo, on més endavant va morir.

## El rei no va complir
Els esdeveniments de Madrid tingueren ressò en alguns altres punts del regne: Saragossa, Conca, Palència, i en algunes ciutats d'Andalusia, Guipúscoa, Navarra i Catalunya. Aquests esvalots es promogueren, principalment, a causa de la carestia dels queviures i del descontentament general del poble amb els seus governants. El Govern apagà la sedició amb una mà forta. Les gràcies concedides als madrilenys durant el motí restaren denegades i anul·lades; les guàrdies valones foren mantingudes per mandat reial (6 de juliol); es dictaren ordres privant als eclesiàstics que es mesclessin a tumults populars i tancat les impremtes; augmentà la sospita amb què era mirat el clero; s'obrí un judici reservat d'indagacions el seguiment del qual s'encomanà a jutges investits de facultats omnímodes; i considerant-se ja suficient fort el Govern, es proposà variar el vestit dels ciutadans, adoptant el mateix que havia donat origen al motí de Madrid. Els grans de la Cort donaren l'exemple d'usar la capa curta i el barret de tres pics; als cortesans seguiren els representants dels gremis i els diputats; seguint tots per la mateixa línia, restà establerta la moda de les tals robes, ales que després se'ls hi donà el nom de moda Squillace.
El motí de Madrid també és conegut en la història amb el nom de <motí de les capes i dels barrets>. Tots els historiadors parcials o sectaris posen l'èmfasi en la suposada participació dels jesuïtes en el motí de Squillac; però n'hi ha prou amb llegir els més imparcials i conscienciosos per a persuadir-se que el motiu tingué caràcter polític i social, mitjançant en aquest la rivalitat del marquès de la Ensenada contra Squillace i l'odi de la noblesa espanyola als intrusos governants italians.